# Sieheniowszczyzna (obwód brzeski)
Sieheniowszczyzna (biał. Сегянеўшчына; ros. Сегеневщина) – wieś na Białorusi, w obwodzie brzeskim, w rejonie brzeskim, w sielsowiecie Łyszczyce.
Wieś leży przy drodze republikańskiej R16. W pobliżu znajduje się przystanek kolejowy Luta, położony na linii Brześć – Wysokie Litewskie.

## Historia
W dwudziestoleciu międzywojennym leżała w Polsce, w województwie poleskim, w powiecie brzeskim, do 18 kwietnia 1928 w gminie Łyszczyce, następnie w gminie Motykały. Po II wojnie światowej w granicach Związku Sowieckiego. Od 1991 w niepodległej Białorusi.